# La tigre! La tigre!
La tigre! La tigre!, o Tigre! - Tigre! (Tiger! Tiger!), è un racconto dello scrittore inglese Rudyard Kipling appartenente al ciclo de Il libro della giungla. Fu pubblicato per la prima volta nel febbraio 1894 sullo St. Nicholas Magazine, per poi essere ristampato nello stesso anno nella raccolta Il libro della giungla. Il racconto si conclude con il componimento Canzone di Mowgli, cantata dal protagonista alla Rupe del Consiglio alla fine della vicenda.
Il titolo prende spunto dalla poesia The Tyger di William Blake, che comincia con i seguenti versi:
Durante la storia viene nominato per la prima volta Fratel Bigio, fratello di tana di Mowgli, e indicato come «il più grande dei figli di Mamma Lupa», il quale partecipa attivamente alle vicissitudini del protagonista.

## Trama
Mowgli, dopo aver lasciato il Popolo libero, si reca in un villaggio di uomini. Qui viene adottato da Messua e suo marito, che pensano di rivedere in lui il figlio scomparso anni prima, di nome Nathoo. Per alcuni mesi impara le abitudini degli uomini, e viene incaricato di pascolare i bufali del villaggio, capeggiati da Rama. Un giorno Fratel Bigio gli rivela che Shere Khan è ritornato e ha intenzione di ucciderlo. Dopo aver scoperto la tana di Shere Khan, Mowgli, Fratel Bigio e Akela si recano sul posto con la mandria di bufali e con un'abile strategia riescono a bloccare la fuga della tigre e ucciderla sotto gli zoccoli della mandria. Mowgli, vittorioso, riporta nel villaggio la pelle della tigre, ma nel frattempo il cacciatore Buldeo ha portato quasi tutto il villaggio contro il ragazzo, raccontando che Mowgli è in realtà uno stregone. Mowgli va via dal villaggio, amareggiato e intenzionato a cacciare da solo da quel momento in avanti (ad eccezione dei suoi quattro fratelli di tana).

## Critica

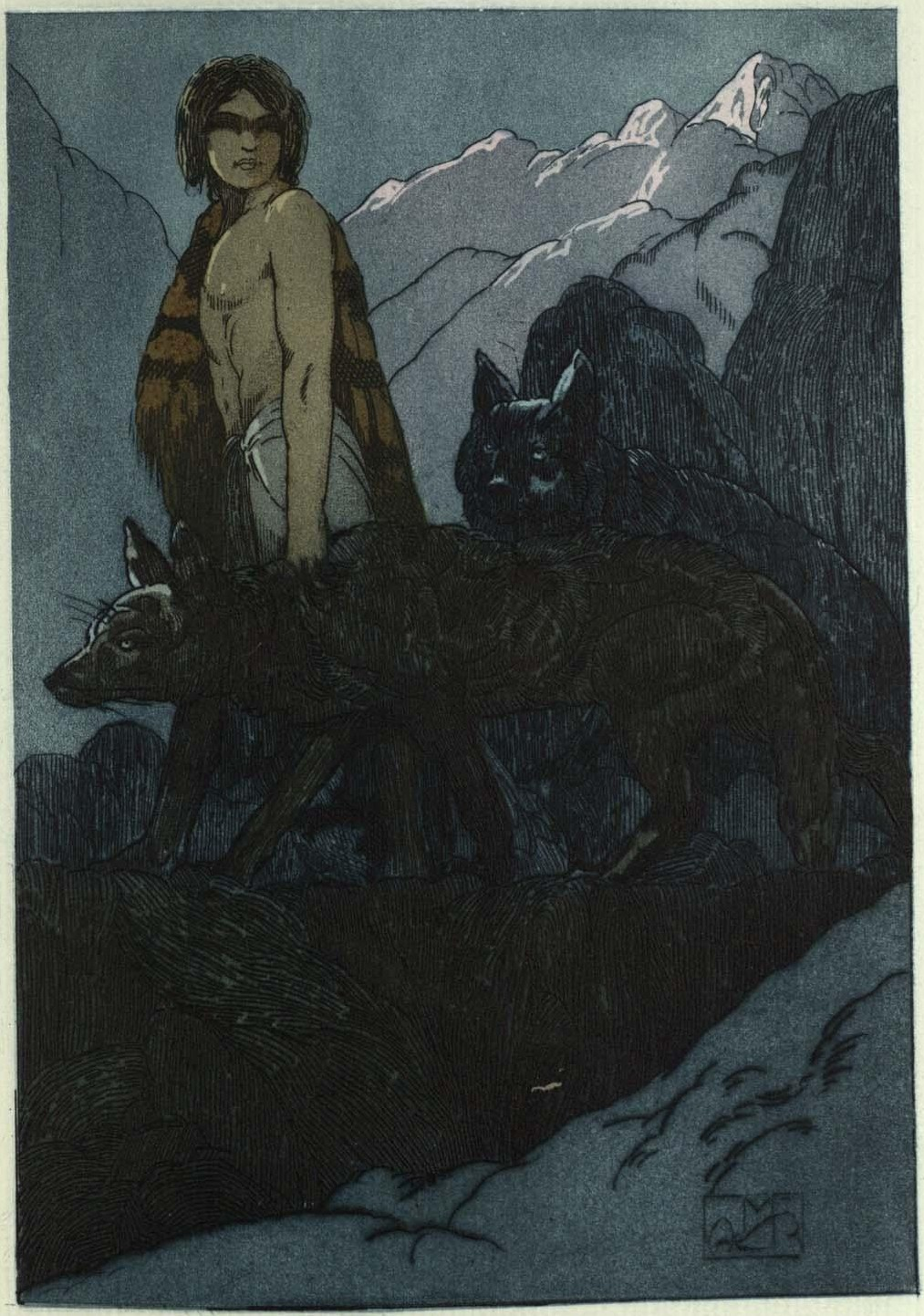
Mowgli con la pelle di Shere Khan in un'illustrazione di Maurice de Becque

Lo studioso Mark Paffard sottolinea come la storia non racconta solamente la vendetta di Mowgli su Shere Khan, ma evidenzia la morale del personaggio negativo che viene «distrutto dalla sua accidia e arroganza».

## Adattamenti
Il racconto è stato adattato, con qualche modifica, nell'anime Il libro della giungla del 1989, in particolare negli episodi 38 e 39 (La battaglia decisiva e Addio Meshua). Nel primo episodio Mowgli prende la mandria di bufali del villaggio per andare a uccidere Shere Khan con l'aiuto dei suoi amici Akela, Bagheera, Baloo e altri lupi; a differenza del racconto, riesce poi a uccidere la tigre con un colpo di pugnale. Nell'episodio successivo, Mowgli deve affrontare l'ostilità degli uomini del villaggio, che incitati da Buldeo cacciano il ragazzo credendolo uno stregone; Mowgli prende quindi la pelle della tigre uccisa e ritorna nella giungla con gli altri animali.

## Uso nello scautismo
All'interno della branca dei lupetti dello scautismo, il racconto riveste particolare importanza per la contrapposizione tra le qualità positive di Mowgli (astuzia, intelligenza, coraggio, volontà) e quelle negative di Shere Khan, descritto come «sciocco e imprevidente», «incontinente» (per l'eccesso nel mangiare e bere senza moderazione) e caratterizzato dalla solitudine e dalla «ottusità [...] tipica dei violenti». La morte dell'antagonista ha un ruolo cruciale, tanto da dover essere ricordata «in vari momenti della vita del Branco». Il racconto inoltre descrive efficacemente situazioni e ambienti nei minimi particolari, offrendo numerosi spunti per diverse attività: giochi artistici e di espressione, di Kim, di conoscenza di sé, di osservazione della natura e giochi di tracce, oltre ovviamente a un grande gioco incentrato sulla sfida tra Mowgli e i suoi alleati contro Shere Khan; non mancano inoltre idee e agganci per il Consiglio della rupe e per alcune danze.
Baden-Powell, fondatore dello scautismo, dedica al racconto parte di un capitolo (il "Quinto Morso") del suo Manuale dei lupetti: dopo aver riassunto in poche righe gli eventi del racconto, descrive una "danza della morte di Shere Khan" da fare insieme al branco.